# Omar Kharbin
Omar Maher Kharbin (en árabe: عمر ماهر خربين‎) (Damasco, 15 de enero de 1994) es un futbolista sirio que juega como delantero en el Al-Wahda F. C. de la UAE Pro League.

## Comienzos
Omar Kharbin comenzó a jugar al fútbol a una edad temprana después de ver a su hermano mayor Mohamed practicando ese deporte. De esta manera, Omar se unió al equipo juvenil del club Al-Wahda para empezar a dar sus primeros pasos en dicha institución.

### Clubes
En 2009, Kharbin realizó su debut en Al-Wahda con sólo 15 años y jugó por 4 años en la máxima categoría siria. En 2013, se trasladó al fútbol iraquí; en el verano de ese año, Omar se unió a Al-Quwa Al-Jawiya de la Premier League iraquí hasta 2015.
El 6 de agosto de 2015, pasó a Al-Mina'a y firmó contrato por una temporada con el club. Después de dos años y medio en la liga iraquí, Kharbin se trasladó a la Liga Emiratí en el invierno de 2016.
En enero de 2016, Al-Dhafra FC contrató a Omar mediante un préstamo de un año con Al-Wahda, con la opción de firmar de manera permanente. En el debut, anotó su primer gol para su nuevo club contra Al-Ain. De enero a mayo de 2016, jugó 12 partidos, marcó 9 goles y realizó una asistencia. El club de Emiratos Árabes Unidos lo contrató definitivamente en julio después de tener una actuación impresionante. Su equipo terminó la liga en la octava posición.
Continuó con buenas intervenciones y disputó 14 partidos en la liga, convirtió 8 goles e hizo 4 asistencias. En enero de 2017, varios clubes locales y asiáticos intentaron fichar a Kharbin, pero finalmente su equipo aceptó una oferta de Al-Hilal.
El 16 de enero de 2017, Al-Hilal lo contrató a préstamo por seis meses; el costo de la cesión fue de $1,3 millones. Ramón Díaz, famoso futbolista argentino y actual entrenador de Al-Hilal, fue quien le dijo a la comisión directiva del club que lo fichara. Kharbin afirmó estar muy feliz y que va a lograr su sueño de jugar en la Liga Profesional Saudí. El 28 de enero de 2017 hizo su debut en la victoria por 1-0 contra Al-Ittifaq, jugando los 90 minutos. Cinco días después, anotó su primer gol y salvó a Al-Hilal de la derrota contra el Al-Qadisiya, equipo de mitad de tabla. El partido terminó 1-1.
El 9 de febrero, llevó a su club a ganar 2-0 contra Al-Faisaly. Realizó su debut en la Liga de Campeones de la AFC el 21 de febrero contra el conjunto iraní Persépolis. El partido terminó 1-1 y él no anotó en ese encuentro. En marzo de 2017, convirtió un gol decisivo contra el Al-Ittihad en El Clásico saudí. Esta fue la primera vez que marcó un tanto contra el rival de toda la vida. Omar finalmente anotó otra diana en la Liga de Campeones contra el Al-Wahda de los Emiratos Árabes Unidos.
El 20 de abril, anotó un penal a lo Panenka contra Al-Shabab. El partido terminó a favor de Al-Hilal por 2 goles a 1. Él, junto con sus compañeros de equipo, ayudó a Al-Hilal a ganar la liga por primera vez en 6 años. En el último partido de la liga, anotó su primer triplete en la Liga Profesional Saudí en el 5-1 contra Al-Nassr, que aumentó su récord de la temporada 2016-17 a 9 goles en 16 partidos. El 8 de mayo, anotó dos veces contra Al-Rayyan y ayudó a Al-Hilal a conseguir la primera posición en el Grupo D de la Liga de Campeones de la AFC.
El 19 de junio de 2017, Al-Hilal compró oficialmente a Kharbin por 44 millones de riyales, con un contrato por cuatro años. El 10 de agosto, Omar comenzó disputando el primer partido de la temporada contra Al-Fayha, y anotó un penal para que Al-Hilal gane 2-1. Cinco días después, convirtió el primer gol frente a Al-Taawoun en el minuto 14, para que triunfen 4-3.
En septiembre de 2018 se hizo oficial su cesión con opción de compra al Pyramids FC egipcio por 6 meses a partir de enero de 2019.

### Selección nacional
Ha sido internacional con la selección de fútbol de Siria en 40 partidos y anotó 19 goles. Kharbin fue convocado por primera vez el 20 de noviembre de 2012 e hizo su debut en un partido amistoso ante la selección de fútbol de Palestina.

## Trayectoria deportiva

### Clubes
| Club                         | País           | Año           |
| ---------------------------- | -------------- | ------------- |
| Al-Wahda S. C.               | Siria          | 2009-2015     |
| Al-Quwa Al-Jawiya (cedido)   | Irak           | 2013-2014     |
| Al Mina'a (cedido)           | Irak           | 2014-2015     |
| Al-Dhafra                    | EAU            | 2016-2017     |
| Al-Hilal F. C. (cedido)      | Arabia Saudita | 2017          |
| Al-Hilal F. C.               | Arabia Saudita | 2017-2021     |
| Pyramids F. C. (cedido)      | Egipto         | 2019          |
| Al-Wahda F. C.               | EAU            | 2021-presente |
| Shabab Al-Ahli Club (cedido) | EAU            | 2022-2023     |

### Selección nacional
| Selección | País  | Año           |
| --------- | ----- | ------------- |
| Absoluta  | Siria | 2012-presente |

## Palmarés

### Títulos nacionales
| Título                    | Club           | País           | Año  |
| ------------------------- | -------------- | -------------- | ---- |
| Liga Profesional Saudí    | Al-Hilal F. C. | Arabia Saudita | 2017 |
| Copa del Rey de Campeones | Al-Hilal F. C. | Arabia Saudita | 2017 |

### Títulos internacionales
| Título                | Club (*)           | Sede   | Año  |
| --------------------- | ------------------ | ------ | ---- |
| Campeonato de la FFAO | Selección de Siria | Kuwait | 2012 |

(*) Incluyendo la selección.

### Distinciones individuales
| Distinción                                        | Año  |
| ------------------------------------------------- | ---- |
| Máximo goleador de la Liga de Campeones de la AFC | 2017 |